# Productores de Música de España
«Музыкальные продюсеры Испании» (исп. Productores de Música de España, сокращенно как PROMUSICAE) — некоммерческая организация в Испании, в которой объединены испанские члены международной организации IFPI. PROMUSICAE представляет интересы звукозаписывающей индустрии Испании.
30 апреля 2003 Antonio Guisasola стал президентом организации, вместо Carlos Grande.

## Чарты
Чарты рассчитываются раз в неделю по воскресеньям. Они рассчитываются по розничным продажам музыки в Испании за неделю с предыдущей субботы до пятницы.
Promusicae предоставляет следующие чарты:
- Top 50 songs
- Top 100 albums chart
- Top 20 compilations chart
- Top 20 DVD Chart
- Airplay Chart

## Сертификации
| Формат          | Золотой статус | Платиновый статус |
| --------------- | -------------- | ----------------- |
| Альбом          | 30.000         | 60.000            |
| Сингл           | 20.000         | 40.000            |
| Музыкальные DVD | 10.000         | 25.000            |
| Рингтоны        | 10.000         | 20.000            |